# Fender

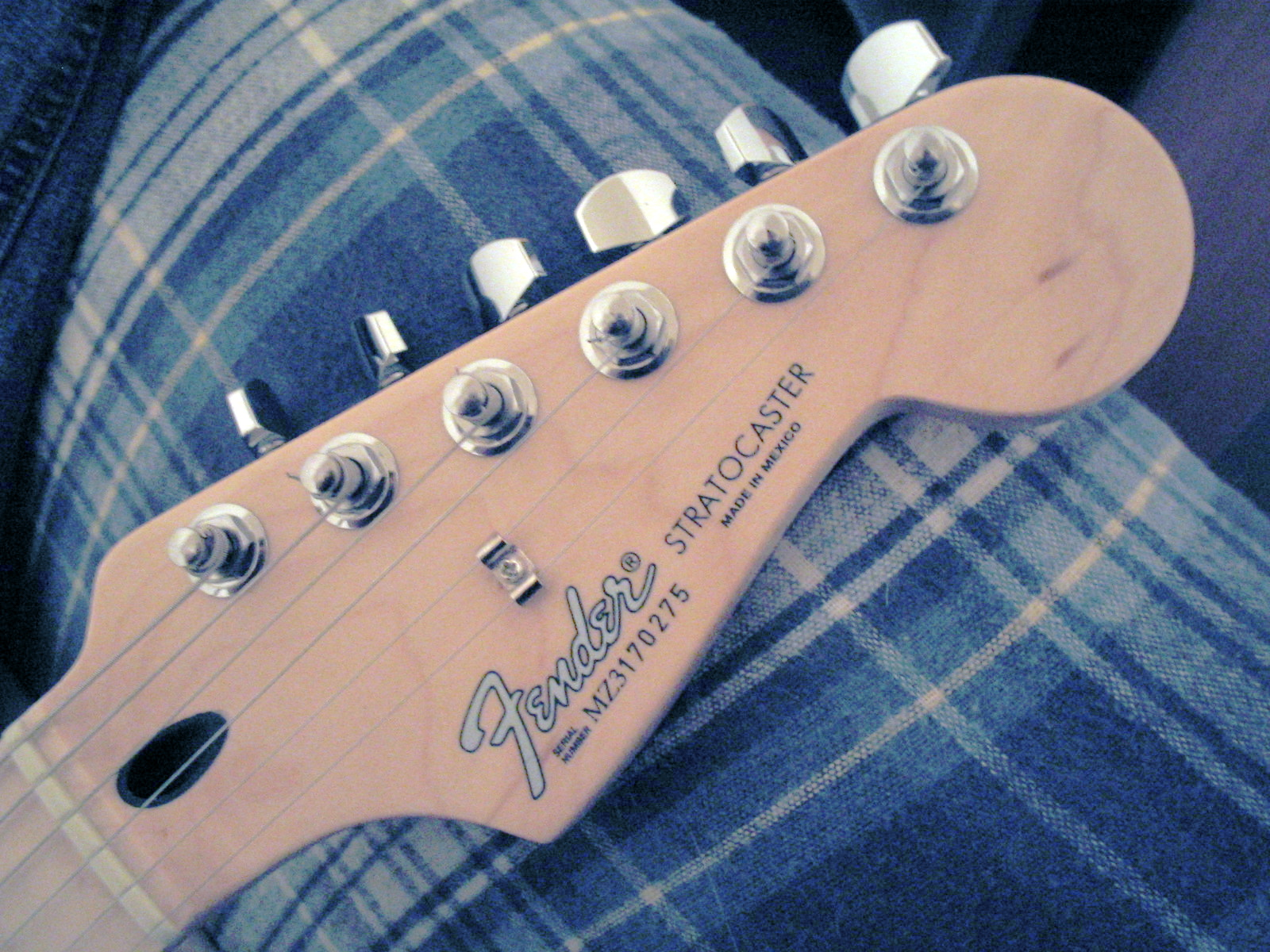
Paletta di una Stratocaster messicana

La Fender Musical Instruments Corporation è uno dei più famosi marchi nel mondo dei costruttori di chitarre, bassi elettrici, piano elettrici e amplificatori, fondata nel 1946 da Leo Fender.
La sua sede principale è situata a Scottsdale, in Arizona, mentre i principali siti di produzione si trovano a Corona (California), OCONUS manufacturing facilities in Ensenada (Messico), in Giappone, in Corea e in Cina dove sono prodotti gli strumenti della serie Squier e della nuova gamma "Fender Modern Player".

## Storia

### La Telecaster, la Stratocaster e le altre chitarre elettriche
Fender ricopre un ruolo importante per la sua produzione di strumenti musicali a prezzi accessibili. La sua idea era quella di colmare la distanza creatasi dalla difficoltà di poter reperire buoni strumenti musicali a basso costo con il suo innovativo progetto che si prestava ad una realizzazione industriale di serie. Fender ha prodotto: la prima chitarra elettrica a corpo pieno prodotta in serie, la Telecaster (originalmente chiamata Esquire e Broadcaster); il primo basso elettrico prodotto in serie, il Precision Bass; e la Stratocaster, prima chitarra elettrica a corpo pieno con tre pickup. Altri prodotti popolari sono stati: chitarre elettriche quali Mustang, Jazzmaster, Jaguar, Starcaster, Duosonic, Jag-Stang e le chitarre Bronco; bassi elettrici quali: Jazz Bass ed il Telecaster Bass; ed i famosi piano elettrici Rhodes. Le campagne di comunicazione dell'epoca puntavano tutto sul fatto che questi strumenti erano facilmente trasportabili e poco ingombranti, specie le chitarre basso che andavano a sostituire gli enormi contrabbassi, oltre che economici e affidabili e con un sound moderno che ha aperto le porte della musica a migliaia di giovani musicisti in erba.

### Cessione alla CBS
Nel 1965, Leo Fender cedette la sua compagnia alla Columbia Broadcasting System Inc. per 13 milioni di dollari. Leo Fender vendette alla CBS per una serie di motivi: il principale fu per motivi di salute (in quanto Leo Fender era ipocondriaco), oltre che permettere alla sua azienda, grazie alle dimensioni finanziarie di CBS, di sviluppare ulteriormente l'impianto industriale e la dimensione nel mercato mondiale.

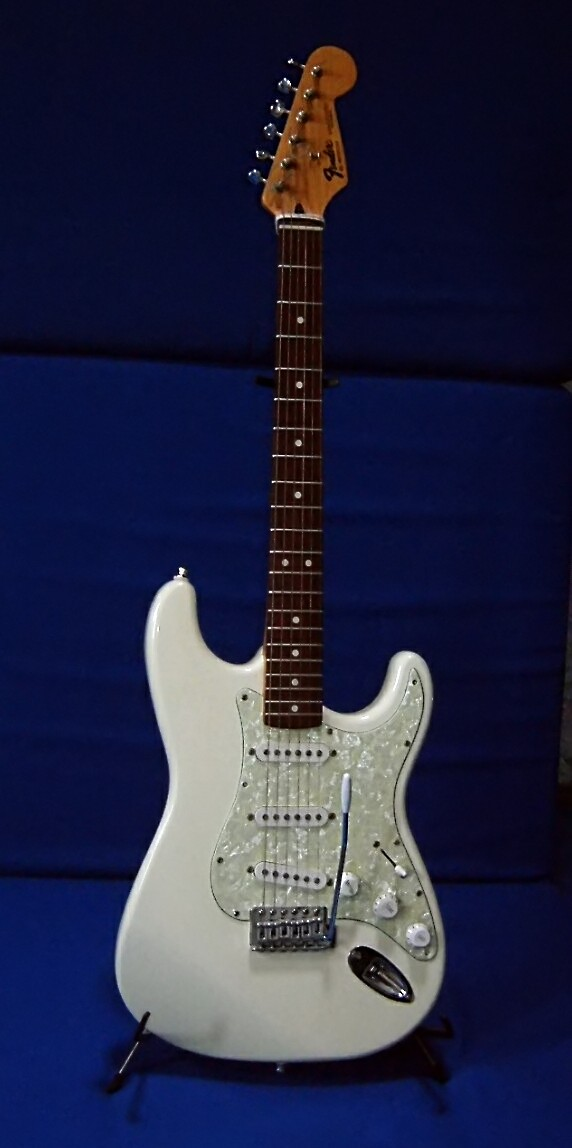
Una Fender Stratocaster

La reazione del mercato dopo qualche anno fu negativa. La percezione del mercato musicale fu quella di ritenere la CBS una compagnia interessata ai soli profitti e non alla qualità degli strumenti prodotti. Il termine Pre-CBS indica gli strumenti prodotti prima del 1965 e sono ritenuti migliori e più fedeli all'idea Fender.
Dopo aver venduto la Fender Company, Leo Fender rimase come consulente esterno alla CBS fino al 1970 e nel 1975 fonda una società chiamata successivamente Music Man con la quale realizza diversi amplificatori e in particolar modo il famoso basso Stingray. Negli anni ottanta fonda una nuova ditta con il suo vecchio compagno e socio, George Fullerton: la G&L, ovvero George & Leo. L'anno prima la moglie di Leo era morta a causa di un tumore, Leo si risposerà e continuerà a lavorare instancabilmente nella G&L fino alla sua morte, che lo coglie il 21 marzo 1991, a causa di malattia di Parkinson; nello stesso anno va in pensione George Fullerton, morto nel 2010.

### Oggi
Nel corso degli anni la Fender si è espansa notevolmente, inglobando nel suo gruppo industriale numerosi altri marchi, anche fra i più prestigiosi della storia della liuteria americana come Squier, Guild (poi venduta nel 2014), Gretsch, Jackson o Charvel. E produce ogni giorno più di 2000 strumenti.
Nel 1985, la Fender Electric Instrument Manufacturing Company è stata venduta ai suoi dipendenti ed ha cambiato il suo nome in Fender Musical Instruments Corporation.
Con il nuovo assetto Fender ha aggiunto molti nuovi strumenti al suo catalogo mantenendo comunque in produzione tutti i modelli che hanno reso celebre il marchio nel corso degli anni.
La Fender pur continuando a produrre i suoi modelli negli Stati Uniti, da diversi anni ha impiantato le linee di alta qualità produttiva in Giappone, dove continuarono le produzioni di modelli tipo Mustang, che l'America smise di produrre ben poco dopo averla lanciata nel mercato e avvicinandoci nel tempo, più precisamente nella metà degli anni novanta produsse la Jag-Stang, poi seguono il Messico per il mercato a basso costo e altri minori produzioni, (es. Vietnam, Cina) soprattutto per la linea Squier, qualitativamente inferiori.
L'originale Stratocaster, di produzione statunitense, continua ad essere tra i prodotti più popolari fra i chitarristi di tutto il mondo, tuttavia, negli anni molti chitarristi hanno preferito e preferiscono i prodotti di produzione giapponese, che sono anch'essi molto quotati.
Un'attenzione particolare meritano gli strumenti prodotti in Messico, Cina e Corea, generalmente più economici e di qualità inferiore rispetto alle produzioni statunitensi, in quanto la commercializzazione di strumenti molto economici, recanti il logo Fender ed in larga misura simili ai celebri strumenti prodotti in America, è una delle ragioni dell'enorme diffusione di questo marchio fra i musicisti.
Le ragioni dell'enorme successo delle chitarre Fender stanno nell'aver introdotto numerose innovazioni in controtendenza con la tradizione costruttiva dell'epoca, creando qualcosa di totalmente diverso dagli strumenti ai quali i musicisti erano abituati e credendo in soluzioni che erano state bandite dagli altri marchi storici, come il "gigante" Gibson, come controproducenti.
Fu proprio l'aver posto le basi del successo Fender sulla diversità a creare un dualismo storico, che dura a tutt'oggi, con Gibson, altro colosso della produzione di strumenti a corda, che ha sempre basato e basa a tutt'oggi la propria produzione sulla fedeltà ad una tradizione più antica ed a precisi riferimenti qualitativi, seppur, come per tutte le cose, opinabili.
La produzione Gibson delle chitarre elettriche a corpo pieno si incentrava infatti totalmente su caratteristiche che, sulla carta, andavano a conferire alla chitarra un suono "migliore": l'utilizzo di legnami pesanti, quali mogano ed ebano ad incrementare il sustain (la durata della vibrazione della corda e quindi della nota), pickup magnetici a bobina doppia (detti "humbuckers" proprio perché le due bobine in serie riducono drasticamente il ronzio di fondo e permettono quindi un segnale d'uscita molto più alto) ed il manico attaccato al corpo per mezzo di incollatura, come da tradizione.
Le innovazioni introdotte da Leo Fender (oltre a quelle di ergonomia), sicuramente mirate anche ad un abbassamento dei costi di produzione, ma che ebbero successo soprattutto riguardo al risultato sonoro, erano basate su concetti diametralmente opposti: legnami leggeri per il corpo, pickup a bobina singola, e manico avvitato, il tutto a conferire allo strumento minor sustain, minor trasmissione di frequenze medie e medio-basse, minor potenza e quindi risposta al "tocco" meno immediata. Tutte queste caratteristiche, sulla carta poco adatte al tipico utilizzo che si fa di una chitarra elettrica, servirono invece proprio per questo a rendere le chitarre Fender, oltre che più economiche, molto più versatili e molto più facili da "dominare" contro la tendenza delle chitarre Gibson a "suonare da sole" e dunque a far dipendere il sound un po' più dallo strumento che dal musicista.
A tutt'oggi i suoni tipici di Fender e Gibson rappresentano i due punti di riferimento per i musicisti di tutto il mondo per definire la tipologia costruttiva e il suono di una qualunque chitarra, e le discussioni sul dualismo tra i due modelli di punta delle due case, la Fender Stratocaster e la Gibson Les Paul, riempiono da più di cinquant'anni le più accese discussioni dei chitarristi elettrici. Gibson e Fender sono riusciti a marchiare due modelli "estremi" di sound al di là dei quali nessuno è riuscito a spingersi, ed ogni chitarra prodotta in tutto il mondo è classificata semplicemente tra le due, a seconda del grado di vicinanza all'uno o all'altro estremo. Mentre però le caratteristiche tipiche del marchio Gibson vengono dall'applicazione di principi di una secolare tradizione liuteristica, dobbiamo la creazione dell'altro "estremo" solo al genio innovatore di Leo Fender.
Al di là di valutazioni qualitative o classifiche, la differenza certa tra Fender e Gibson sta nella timbrica degli strumenti.

## Strumenti Fender

### Chitarre elettriche
- Bronco
- Bullet
- Coronado
- Custom
- Cyclone
- Jag-Stang: chitarra disegnata da Kurt Cobain, con caratteristiche simili alla Mustang e alla Jaguar
- Jaguar
- Jazzmaster
- Lead I e Lead II prodotte negli anni ottanta, utilizzate da Steve Morse, uscite presto di produzione e reintrodotte nel 2020
- Maverick prodotta solo nel 1969 in serie limitatissima, presenta tasti in stile gibson e una paletta molto particolare
- Marauder prototipo
- Meteora hh [2019]
- Mustang
- Robben Ford
- Showmaster
- Starcaster
- The "66" [ stratocaster+mustang ]
- Powercaster
- Stratocaster
  - Buddy Holly Signature Stratocaster - fuori produzione
  - Buddy Guy Signature Stratocaster
  - Dodi Battaglia Signature Dodicaster (Fender Dodicaster) - edizione limitata
  - David Gilmour Signature "Black Strat"-disponibile sia relic che n.o.s- prodotta dal Fender custom shop in collaborazione Con lo stesso Gilmour e il suo liutaio Phil Taylor
  - Eric Clapton Signature "Blackie"
  - Eric Clapton Stratocaster - disponibile anche prodotta dal Custom Shop
  - Eric Johnson Signature Stratocaster - con tastiera in acero o palissandro
  - John Mayer Signature Stratocaster
  - Jeff Beck Signature Stratocaster - disponibile anche prodotta dal Custom Shop
  - Robert Cray Signature Stratocaster - disponibile anche prodotta dal Custom Shop
  - Jimi Hendrix Stratocaster
  - Mark Knopfler Stratocaster
  - Pete Townshend Stratocaster - fuori produzione
  - Rory Gallagher Stratocaster - solo prodotta dal Custom Shop
  - Stevie Ray Vaughan Signature Stratocaster
  - Jimmy Vaughan Signature Stratocaster
  - Robin Trower Signature Stratocaster - solo prodotta dal Custom Shop
  - Dick Dale Signature Stratocaster - solo prodotta dal Custom Shop
  - Yngwie Malmsteen Stratocaster
  - Ritchie Blackmore Stratocaster
  - Dave Murray Stratocaster
- Super Strat - fuori produzione
- Telecaster
  - Telecaster Deluxe
- Toronado
- Swinger
- Katana

### Bassi elettrici
- Precision Bass
- Jazz Bass
  - Jaco Pastorius Jazz Bass
  - Victor Bailey Signature Jazz Bass
  - Marcus Miller Active Jazz Bass
  - Flea signature active Jazz Bass
  - Reggie Hamilton Jazz Bass
- Fender Bass VI
- Mike Dirnt Precision Bass
- Mustang Bass
- Fender Musicmaster Bass
- Jaguar Bass
- Fender Jazz Bass Special

### Pianoforti elettrici
- Fender Rhodes  (versioni a 73 e 88 tasti)
- Rhodes Piano Bass

### Amplificatori
- Fender Bassman
- Fender Princeton
- Fender Twin
- Fender Deluxe Reverb
- Fender frontman